# Desastre aéreo de Linate
O desastre aéreo de Linate foi um grave acidente aéreo que ocorreu em 8 de outubro de 2001, às 08h10 horário local, no Aeroporto de Linate, em Milão, Itália, com um número final de 118 vítimas. Ele foi o acidente aeronáutico mais grave da história da Itália em número de vítimas e o segundo acidente de colisão no solo com maior número de vítimas do mundo, ficando atrás apenas do desastre aéreo de Tenerife, que ocorreu em 1977.
O acidente envolveu um Cessna Citation II privado (matrícula D-IEVX) que erroneamente entrou na pista principal do aeroporto de Milão e colidiu em cheio com um McDonnell Douglas MD-87 da Scandinavian Airlines (matrícula SE-DMA) que decolava. O violento impacto matou os ocupantes do Cessna e danificou o MD-87 a tal ponto que o impediu de completar a decolagem, vindo a se chocar em um prédio usado para classificar bagagens, localizado na extensão da pista. O impacto e o fogo subsequente (também devido ao atraso das operações de resgate, que chegaram no local do acidente após vários minutos, e também por causa da densa névoa que pairava sobre o aeroporto milanês) não permitiu que os ocupantes de ambas as aeronaves escapassem, nem para quatro trabalhadores que lidavam com a guarda de bagagens. Um quinto auxiliar de bagagem, Pasquale Padovano, embora gravemente queimado na maior parte do corpo, foi salvo, resultando no único sobrevivente do desastre.
Menos de um mês após os ataques de 11 de setembro de 2001 em Nova Iorque e no mesmo dia em que a guerra no Afeganistão começou, muitos inicialmente assumiram que se tratava de um novo ataque terrorista. As investigações subsequentes revelaram que o acidente foi causado por deficiências estruturais do aeroporto de Linate (sinalizações antigas e não previstas nos regulamentos, sensores de movimentação em solo e detecção de invasão de pista desativados) e uma série de erros pelos pilotos da Cessna e dos controladores de tráfego aéreo. Considerando também o fato de que apenas 24 horas antes da tragédia houve um acidente com as mesmas circunstâncias e que, em média, uma vez por semana em Linate um avião invadia a pista principal por razões idênticas às mencionadas acima, todo o aeroporto de Linate foi posteriormente objeto de extensa reestruturação e ajustes.

## Dinâmica do Acidente

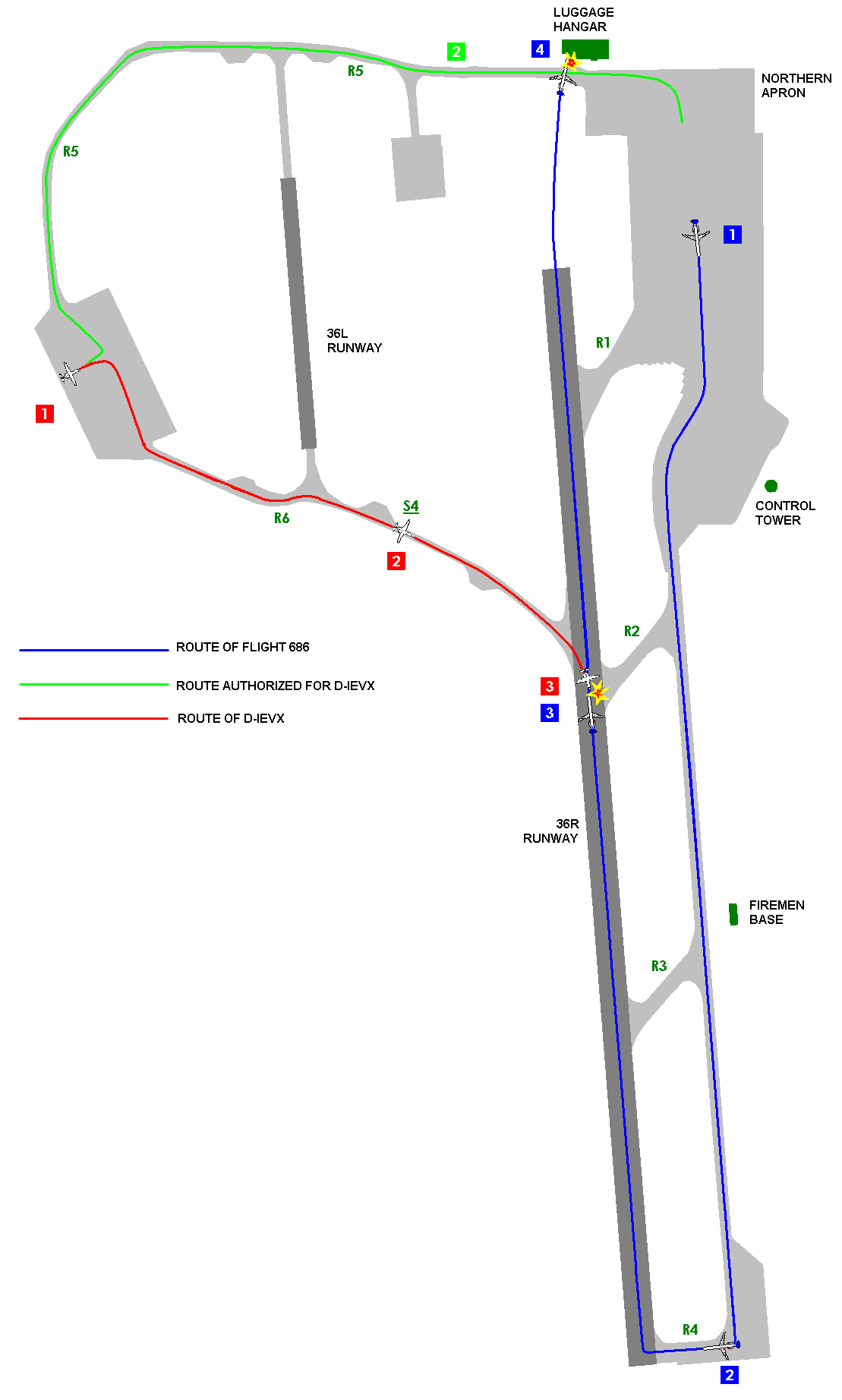
Figura 3 - Reconstituição do desastre.

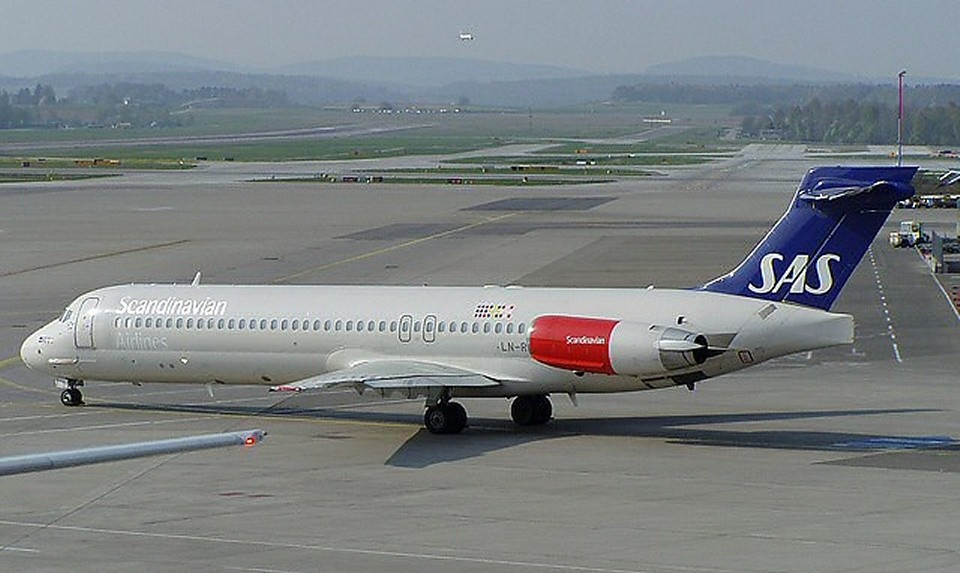
Figura 1 - Um MD-87 da SAS similar ao SE-DMA Lago Viking

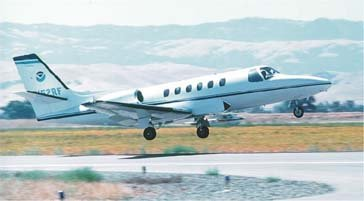
Figura 2 - Um Cessna Citation

Na manhã do dia 8 de outubro de 2001, a região do Aeroporto de Linate estava coberta por uma camada densa de nevoeiro e a visibilidade na pista principal estava abaixo de 200 metros.
As condições climáticas adversas estavam causando diversos atrasos nos vários voos que chegavam e partiam. Dentre eles, o voo Scandinavian Airlines SK686, direto para Copenhague, operado com a aeronave MD-87 de matrícula SE-DMA, originalmente programado para decolar às 07:35, recebeu um CTOT (horário calculado de decolagem) para 08h16. O Cessna Citation D-IEVX, um voo privado que deveria partir para Paris às 7h45, com o empresário Luca Fossati, proprietário da Star Indústria Alimentícia, recebeu um CTOT para 08h19.
Às 07h54, o piloto do voo SK686 recebeu do controlador de movimento do solo (Ground - GND - frequência 121,8 MHz) a autorização para taxiar do pátio norte para o ponto de espera CAT 3, passando pela conexão R4 (consulte a Figura 3, instante 1 azul).
Às 7h59, o controlador de solo (GND) disse ao voo SK686 para entrar em contato com o controlador da torre (TWR - frequência 118,1 MHz) enquanto ele taxiava próximo à seção contra-incêndios do aeroporto.
Às 08h01, o piloto escandinavo do MD-87 passou pela seção dos bombeiros, selecionou a nova frequência no rádio e entrou em contato com o controlador da torre. Quatro minutos depois, o Cessna D-IEVX, estacionado no pátio oeste, recebeu autorização do controlador de solo para taxiar para o norte, pegar a conexão R5 e depois chamar a torre de controle assim que chegasse ao ponto de espera, antes do prolongamento da cabeça 36R da pista principal.
Nota-se que o piloto não fez cotejamento completamente correto; de fato, ele respondeu ao controlador que o chamaria antes de chegar à "pista principal" em vez de "prolongamento da pista principal"; no entanto, o operador da torre não reportou o cotejamento errado.
Repetida a instrução, o piloto de Cessna cometeu um erro fatal: quando chegou entre as junções R5 e R6, provavelmente se enganou por conta da névoa e sinalização inadequada (os nomes nas placas e sinalização no chão estavam, de fato, desgastados, desbotados e escritos com um caractere que não está mais no padrão, tanto que, mesmo em condições de visibilidade ideal, não foi possível distinguir imediatamente o 5 do 6), em vez de prosseguir corretamente para a esquerda na direção norte pegando a junção R5, virou à direita e pegou a conexão R6 (Figura 4).

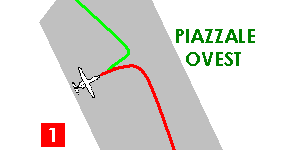
Figura 4 - O Cessna Citation pega a rota errada (em vermelho). A rota correta está marcada em verde.

Depois de atravessar a encruzilhada, nenhuma indicação mostrava em qual cruzamento ele estava: o piloto da pequena aeronave particular, então, não conseguiu perceber o erro cometido.
Aproximadamente trinta segundos depois, outra aeronave (um Learjet 60 com matrícula LX-PRA, aeronave particular do grupo Prada) foi autorizada a taxiar a partir do pátio oeste, seguindo a mesma rota que o Cessna, mas a comunicação com a torre ocorreu em italiano (permitido, mas não recomendado pelo direito internacional); os pilotos alemães do D-IEVX não puderam entendê-lo.
Às 08h08, o piloto do Citation, taxiando no cruzamento R6, alcançou um ponto de espera chamado S4 (Figura 5); esta referência não foi registrada em nenhum mapa do aeroporto e nem os pilotos nem os controladores de tráfego aéreo estavam cientes de sua existência. O Cessna então chamou o controlador da torre para relatar esta posição ao controlador de solo.
O controlador de solo respondeu que ele mantivesse sua posição e o Cessna parou para esperar novas instruções.
O controlador de solo, como já mencionado, não estava ciente da existência desse ponto de espera. Ele estava, portanto, convencido de que S4 era um erro piloto e que o Citation devia estar necessariamente na conexão R5 (Figura 3, linha verde); portanto, deu-lhe uma indicação para continuar taxiando, convencido de que o Cessna estava indo em direção ao pátio norte. Dessa forma, no entanto, o D-IEVX continuou na conexão R6, prestes a ingressar na pista principal.

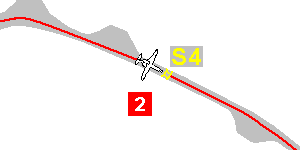
Figura 5 - O Citation atinge o ponto de espera S4.

Simultaneamente, o controlador da torre autorizou a decolagem do voo SK686 da SAS pela pista 36R (Figura 3, linha azul).
O MD-87, portanto, alinhou-se e iniciou sua corrida de decolagem, exatamente enquanto o Cessna entrava na pista na direção oposta, na conexão R6.
Às 08h10min18, o MD-87, com o nariz já levantado e prestes a sair do chão, viu a Citation aparecer na frente, contra o qual bateu a uma velocidade de 146 nós (270,5 km/h), dividindo-o em três seções e matando os 4 ocupantes (Figura 6).

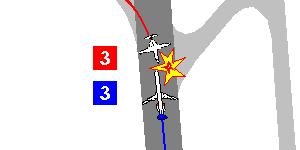
Figura 6 - Instante do impacto.

Na colisão, o avião perdeu o motor direito e a perna direita do trem de pouso principal. O piloto levou as manetes de potência ao máximo, tentando prosseguir na decolagem, conseguindo apenas por alguns segundos e até uma altitude máxima de 35 pés (12 metros).
A perda do motor direito e a perda de potência do motor esquerdo (causada pela ingestão de uma grande quantidade de detritos do Cessna) não lhe permitiram ir mais longe: o MD-87 desceu em direção ao solo, caindo sobre seu trem de pouso esquerdo e batendo a ponta da asa direita. O piloto reduziu as manetes de potência para ao mínimo e, em seguida, ativou os reversores e freios e tentou orientar aerodinamicamente a direção da aeronave; essa sequência de manobras executadas pelo comandante sueco Joakim Gustafsson foi posteriormente incluída nos manuais técnicos da companhia aérea.
Entretanto, o sistema hidráulico foi danificado, as superfícies de controle reagiram mal e a aeronave agora estava completamente ingovernável. Portanto, o MD-87 continuou sua corrida após o final da pista, rastejando sobre a grama, curvando-se ligeiramente para a direita devido ao atrito da asa no chão, até colidir com o prédio de bagagens (Figura 3, instante 4 - azul), localizado na extensão da pista, a uma velocidade de 139 nós (257,60 km/h).
O impacto com o prédio causou a morte de todos os 110 ocupantes do avião; o incêndio subsequente matou 4 dos operadores em serviço na sala de bagagens e feriu outros 4. Dos ocupantes do avião da SAS, 54 pessoas (46%), principalmente na parte posterior do avião, sofreram queimaduras graves; tendo de ser identificados seus corpos utilizando o reconhecimento dental ou os dados de DNA. Aqueles que se encontravam na parte anterior do avião sofreram traumatismos severos.

## Causas

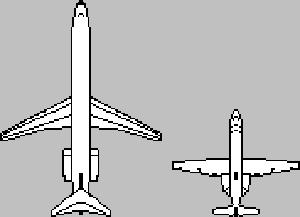
As dimensões em escala das aeronaves envolvidas.

No momento da reconstrução e análise de acidentes aeronáuticos, é identificada a chamada "cadeia de eventos", ou seja, o conjunto de episódios que foram singularmente decisivos (ou, de qualquer forma, relevantes) para a ocorrência do evento. A análise da cadeia de eventos possibilita identificar e entender as causas únicas e ajuda a impedir a repetição dos mesmos erros, modificando a legislação ou conscientizando sobre sua aplicação oportuna.
O acidente em Linate foi investigado pela Agenzia Nazionale per la Sicurezza del Volo (ANSV). Seu relatório final foi publicado em 20 de janeiro de 2004, e concluiu que a "causa imediata" do acidente foi a incursão do avião Cessna na pista ativa. No entanto, a ANSV desculpou de toda a responsabilidade os pilotos do avião Cessna, dado seu relatório de que tinham identificado um grande número de deficiências na infraestrutura e procedimentos do aeroporto.

### Névoa
A baixa visibilidade presente naquela manhã certamente teve um papel crucial; em boas condições de visibilidade, uma vez que o piloto do Cessna Citation CJ2 seguisse o caminho errado, os controladores da torre de controle poderiam vê-lo e pará-lo. A visibilidade na pista no dia do acidente era, no entanto, de 200 metros, ou até menor (de acordo com outras fontes era da ordem de 100 m) e, portanto, estava entre as causas mais determinantes do desastre.

### Sinalizações inadequadas e incorretas
Sendo o aeroporto de Milão-Linate um dos terminais de passageiros mais movimentados da Itália em 2001, a área dedicada ao tráfego comercial foi equipada com sinalização e iluminação em conformidade com os regulamentos da OACI; o mesmo não se podia dizer do pátio oeste, usado pela aviação geral, que era muito atrasado em termos de sinalização e iluminação. Entre os cruzamentos enfrentados pelo Cessna, os R5 e R6 escritos pintados no asfalto estavam desbotados e usavam um caractere que não era mais o padrão, dificultando a leitura e mesmo em condições de visibilidade normal era fácil confundir o 5 com o 6. Além disso, após essa encruzilhada, não havia indicação adicional em todo o comprimento da conexão R6 que lembrasse o piloto de sua posição (a única maneira que o piloto poderia ter percebido seu erro era olhando a bússola magnética). Também no cruzamento R6 havia o ponto de espera S4, que não era mostrado em nenhum mapa oficial e era completamente desconhecido dos pilotos e controladores de voo.

### Erros e omissões da tripulação do Cessna
A tripulação do D-IEVX cometeu o erro mais óbvio e decisivo: instruída a ir para o norte e seguir na conexão R5, ao invés disso, entraram na conexão R6.
Não apenas: o pouso em Linate, que ocorreu duas horas antes, deveria ter sido considerado irregular, pois a tripulação e a aeronave não estavam certificadas para executar operações com visibilidade inferior a 550 metros. De acordo com os procedimentos em vigor nesses casos, a aeronave deveria ter sido desviada para outro aeroporto e, portanto, não deveria estar em Linate no momento da decolagem do MD-87 SAS. Também devido à falta de qualificação, a aeronave nem poderia deixar o aeroporto de Milão: mesmo neste caso, os pilotos agiram fora das regras.
Tudo isso foi possível graças às omissões da autoridade do Estado em que a aeronave estava registrada, responsável pela verificação das autorizações e pelo cumprimento das regulamentações locais em vigor, que não realizaram as verificações necessárias das qualificações e licenças de pessoal e da aeronave e a falha em cumprir os regulamentos da Itália de realizar suas próprias verificações nos operadores estrangeiros que operam em seus aeroportos.
O exposto ocorreu por várias razões:
- Em primeiro lugar, a atribuição pouco clara do poder de supervisão e sanções atribuído pelo art. 16 do Decreto Legislativo 507/99 ao Ministério dos Transportes, ENAC e autoridades locais. Essa fragmentação de competências foi resolvida apenas recentemente, após a reforma do código de navegação em 2005, para a qual o ENAC foi identificado como a única autoridade em fiscalização aeroportuária, assumindo um papel de liderança na verificação de violações dos regulamentos aeronáuticos.
- A definição imperfeita das figuras do colaborador e do inspetor do aeroporto, destacadas na circular ENAC APT 20 de 2006, mas estabelecida em mais detalhes com duas decisões separadas pelo diretor-geral da ENAC em 2019.
- A ausência de um sistema de controle programado para aeronaves estrangeiras, estabelecido apenas após a publicação da Diretiva CE 2004/36 (renomeada Diretiva SAFA e implementada pelo Decreto Legislativo 192/2007) e a criação da chamada Lista Negra Comunitária ( Regulamento (CE) 2111/2005 e regulamentos relacionados) de importância fundamental para a avaliação da segurança dos operadores que estão sob a supervisão de autoridades de países terceiros.

### Radar de solo e sensores não operacionais de invasão de pista
O aeroporto de Linate havia sido equipado com um sistema de radar ASMI (Aerodrome Surveillance Monitoring Indicator) até 29 de novembro de 1999, quando foi desativado porque não podia ser mantido de forma eficiente devido à indisponibilidade de peças de reposição; na verdade, o motor da antena for forçado a ser desmontado, sem poder ser substituído; Em 8 de outubro de 2001, o novo sistema SMGCS (Surface Movement Guidance and Control System), incluindo o radar de solo SMR (Surface Movement Radar) com rastreamento (tracking) e rotulagem (rotulagem com identificação do objeto móvel), chamado de NOVA 9000 SMGCS, já adquiridos há algum tempo, teve suas obras de instalação e ativação interrompidas porque o Serviço de Navegação Aérea da Direção Geral de Aviação Civil (DGAC, hoje ENAC), solicitou um parecer operacional sobre a localização do poste da antena e expressou uma opinião negativa, sem apelação para todo o projeto. De fato, o projeto envolveu a instalação de um poste de antena entre as duas pistas do aeroporto de Linate, a secundária para a aviação geral e a principal, que não só interferiu como sendo obstáculo à área de segurança de voo, mas também estava 'dentro das áreas laterais de segurança destinadas a receber uma possível aeronave em voo de alternativa. As razões para a provisão de recusa diziam respeito "ao considerável impacto psicológico negativo para os pilotos decorrente da presença de outro grande obstáculo (a antena) durante operações com pouca visibilidade". Além disso, na determinação, destacou-se que a instalação do novo radar traria "vantagens mínimas quase completamente substituíveis com a instalação de 2 barras de parada .. bem como o fato de que até hoje (17/05/1995 - ed) não foram encontrados quaisquer inconvenientes específicos, uma vez que o sistema Linate, para apoio às aeronaves em solo, é muito linear". As barras de parada (stop bars) consistem de uma fileira de luzes vermelhas embutidas no pavimento e posicionadas antes das entradas na pista e são substancialmente equivalentes a um semáforo. Além disso, os sensores de invasão da pista, projetados para detectar e sinalizar à torre de controle a entrada não autorizada de aeronaves na pista com um alarme sonoro e luminoso, foram desativados por algum tempo, pois no passado eles haviam se mostrado pouco confiáveis e fonte de frequentes alarmes falsos. Os alarmes falsos provavelmente foram causados pela presença exuberante de lebres dentro da área de movimentação, tanto que nos anos seguintes eles foram forçados a fechar o aeroporto para acionar caçadores. Somente em 19 de dezembro de 2001, o novo radar terrestre entra em operação, provando ser uma ajuda de segurança essencial para os controladores de Linate.

### Erros do controlador de tráfego aéreo
O controlador em operação na frequência de solo estava com uma carga de trabalho posteriormente definida como onerosa e foi forçado - dada a visibilidade quase ausente e a indisponibilidade de um radar de terra - a confiar nos relatórios de posição realizados pelos pilotos para determinar a posição do aeronave no chão. Portanto, ele não tinha como perceber o erro do D-IEVX, que havia entrado no cruzamento R6 e estava indo em direção à pista.
A comunicação feita pelo piloto do Cessna relativa à travessia do ponto S4, não relatada nos mapas oficiais dos aeroportos nem conhecida pelos principais operadores aeroportuários (considerava-se uma antiga marca de estrada deixada em herança por obras realizadas em tempos remotos) chegou ao aos ouvidos do controlador através de um fone de ouvido muito atenuado: durante investigações, foi descoberto que o aparelho de gravação de rádio "RACAL" possuía um sistema de controle automático de ganho que permitia aumentar a qualidade e o nível do sinal gravado, mas não aquele enviado pelos fones de ouvido. Os investigadores que posteriormente ouviram as gravações puderam desfrutar de uma qualidade de som mais alta do que a disponível para o controlador de plantão.
O controlador não detectou nenhum elemento de risco na travessia do ponto S4 realizada pelo piloto do Cessna e instruiu os pilotos do Cessna a continuarem taxiando, com a certeza de que a aeronave estava se movendo ao longo da conexão R5. Nos julgamentos seguintes, foi aceita a tese defensiva, que alegou que o ruído ambiental devido ao alto número de conversas ocorrendo, a baixa qualidade do sinal de áudio e a total ignorância da existência do ponto S4 em questão interferiram decisivamente a mentalidade do processo de tomada de decisões pelo controlador. Naquelas condições de baixa visibilidade, de fato, na dúvida de ter perdido a posição de um avião, os procedimentos teriam exigido interromper todas as operações no aeroporto e enviar um veículo para verificar, mas é razoável pensar que o medo desperdiçar tempo e adiar as operações do aeroporto, com o risco de um alarme falso, afetou severamente o julgamento do controlador. De qualquer forma, deve-se reconhecer que os pilotos do Cessna, aparentemente, nunca tiveram dúvidas sobre sua posição.

### Slot das aeronaves
O voo SK686 estava programado para decolar às 07h35, mas devido a restrições impostas pelo Gerenciamento de Fluxo de Tráfego Aéreo (ATFM), ele recebeu um horário para às 08:16. O voo D-IEVX estava marcado para às 07h45, mas o ATFM lhe atribuiu um horário para às 08:19. Então, em condições normais, as duas aeronaves estariam separadas por 10 minutos, enquanto que as restrições de tráfego aéreo reduziam esse tempo para apenas três minutos, "aproximando as duas aeronaves".

### Socorro não tempestivo
As normas internacionais relativas a acidentes aéreos (ICAO, anexo 13), como mencionadas no relatório final da ANSV sobre o acidente, exigem a chegada de primeiros socorros dentro de dois minutos do evento (e, em qualquer caso, dentro de três minutos estar presente todo o equipamento de combate a incêndio previsto pela norma), apenas em condições de ótima visibilidade; Naquela manhã, em Linate, os socorristas levaram oito minutos (onze, segundo outras fontes) para chegar ao MD-87 e 26 minutos para encontrar os restos do Cessna.
Isso certamente não teve nenhum papel no evento em si, nem poderia ter influenciado o número de vítimas: mesmo que as autópsias dos ocupantes do Cessna mostrassem a presença de gás queimado nos pulmões dos pilotos, os relatórios técnicos não relatam de qualquer maneira a possibilidade de salvação, mesmo no caso de intervenção imediata do resgate.
O atraso macroscópico, no entanto, embora afetado por baixa visibilidade, é ainda mais agravado pelo fato de que precisamente em Linate, algum tempo antes, foi apresentado um sistema de navegação GPS a ser instalado nos veículos de emergência do aeroporto.

### A chamada "prática comum"
Um artigo de 11 de abril de 2008 do jornalista Carlo Bonini, correspondente do jornal La Repubblica, argumentou, com base nas investigações técnicas e judiciais, que na manhã de 8 de outubro de 2001 o Cessna alemão ingressou conscientemente no entroncamento do aeroporto que ele sabia ser proibido para ingresso; que, portanto, não houve erro, mas uma violação deliberada das regras de tráfego terrestre e que era "prática comum" para voos que partiam do terminal VIP; que o que convenceu o Cessna a fazer essa manobra provavelmente foi a circunstância de que outro jato particular, um Gulfstream IV da frota Mediaset, passou alguns minutos antes pela conexão "errada". Os movimentos e conversas de solo do Gulfstream Mediaset não foram objeto de nenhuma análise aprofundada das investigações conduzidas pela Agência para segurança em tempo real (ANSV).
Nesse sentido, a ANSV respondeu que, na investigação técnica, as autoridades investigadoras e os consultores relativos de cinco Estados (Dinamarca, Alemanha, Noruega, Estados Unidos e Suécia) envolvidos em várias áreas de investigação participaram de todas as fases do processo e compartilharam dos resultados finais, incluindo a reconstrução da dinâmica do acidente e as causas identificadas; a agência também especificou que não era um órgão da presidência do conselho de ministros, mas uma autoridade independente, supervisionada exclusivamente sob o perfil contábil da presidência.

## O processo
Em 20 de novembro de 2002, ocorreu a primeira audiência preliminar do julgamento criminal pela atribuição de responsabilidades no acidente de Linate.
Em 13 de março de 2003, na oitava e última audiência preliminar, foram indiciados sob a acusação de homicídio culposo os seguintes réus:
- Sandro Gualano - diretor administrativo da ENAV
- Fabio Marzocca - diretor geral da ENAV
- Santino Ciarniello - gerente de serviços de tráfego aéreo (ENAV)
- Sandro Gasparrini - gerente de operações do terminal ENAV
- Nazareno Patrizi - gerente regional da Lombardia (ENAV)
- Raffaele Perrone - Chefe do Centro de Assistência de Voo (ENAV)
- Paolo Zacchetti - controlador de tráfego aéreo (ENAV)
- Francesco Federico - responsável pelo distrito territorial (ENAC).
- Vincenzo Fusco - diretor do aeroporto de Linate (ENAC)
- Antonio Cavanna - Chefe da Unidade de Organização de Desenvolvimento e Manutenção de Recursos Aeroportuários da SEA
- Giovanni Lorenzo Grecchi - Chefe de Gerenciamento de Recursos do Aeroporto de Linate (SEA)

### O processo em primeira instância
Desde a primeira audiência, em 4 de junho de 2003, o julgamento foi dividido em duas seções, uma de acordo com o procedimento ordinário e a outra de acordo com o procedimento abreviado.
Em 16 de abril de 2004, a sentença de primeira instância do julgamento ordinário foi pronunciada; em 14 de março de 2005, o julgamento abreviado; estas sentenças deram os seguintes resultados:
Sentenças de prisão:
- Sandro Gualano: 6 anos e 6 meses;
- Fabio Marzocca: 4 anos e 4 meses;
- Santino Ciarniello: 3 anos e 4 meses;
- Sandro Gasparrini: absolvido;
- Nazareno Patrizi: 3 anos e 10 meses;
- Raffaele Perrone: 3 anos e 10 meses;
- Paolo Zacchetti: 8 anos;
- Francesco Federico: 6 anos e 6 meses;
- Vincenzo Fusco: 8 anos;
- Antonio Cavanna: absolvido;
- Giovanni Lorenzo Grecchi: absolvido.

Na sentença do julgamento ordinário (réus Sandro Gualano, Francesco Federico, Paolo Zacchetti, Vincenzo Fusco):
- para todos os réus, uma proibição perpétua de cargos públicos e uma proibição legal durante a execução da sentença de custódia;
- para todos os réus solidariamente, juntamente com a ENAV e a ENAC, indenização por danos e reembolso de despesas legais.

Na sentença do julgamento abreviado (réus Fabio Marzocca, Raffaele Perrone, Nazareno Patrizi e Santino Ciarniello):
- para todos os réus, exoneração de órgãos públicos, bem como de órgãos de administração de pessoas jurídicas, com duração igual à das penas de prisão;
- para todos os réus em conjunto, reembolso de despesas legais.

### A segunda instância e a cassação
O processo de apelação terminou em 7 de julho de 2006, quando as seguintes sentenças de prisão oram proferidas:
- Sandro Gualano: 6 anos e 6 meses;
- Fabio Marzocca: 4 anos e 4 meses;
- Santino Ciarniello: 2 anos e 8 meses (barganhado);
- Sandro Gasparrini: absolvido;
- Nazareno Patrizi: 3 anos (barganhado);
- Raffaele Perrone: 3 anos (barganhada);
- Paolo Zacchetti: 3 anos;
- Francesco Federico: absolvido;
- Vincenzo Fusco: absolvido;
- Antonio Cavanna: 3 anos;
- Giovanni Lorenzo Grecchi: 3 anos.

O perdão definitivamente aprovado pelo Parlamento em 29 de julho de 2006 reduziu todas as penas de prisão em 3 anos.
O promotor de Milão apresentou um recurso contra a sentença. O Supremo Tribunal de Cassação, em 20 de fevereiro de 2008, proferiu seu julgamento final, rejeitando todos os recursos e confirmando totalmente o julgamento do Tribunal de Apelação de Milão.

## Mudanças
Como sempre acontece após uma tragédia, novos regulamentos, infraestruturas e procedimentos foram lançados, tanto em Linate quanto no resto da Itália, para aumentar a segurança do aeroporto em caso de nevoeiro.

### Sinalização horizontal
Em Linate, as marcações das pistas foram totalmente refeitas; a conexão R5 (romeo 5) foi renomeada como conexão N (november), pois se desenvolve em direção ao norte (north); a conexão R6 (romeo 6) agora é chamada K (Kilo). O ponto de espera S4 foi cancelado porque era completamente inútil e sinais "NÃO ENTRE" foram "pintados" em intervalos regulares.
Da mesma forma, todos os outros aeroportos afetados pelo problema do nevoeiro (como Milão-Malpensa, Bergamo-Orio al Serio e Turim-Caselle) foram submetidos a importantes melhorias na gestão de movimentos do solo com baixa visibilidade.

### Radar de solo
Em 19 de dezembro de 2001, apenas dois meses após o desastre, todos os impedimentos que atrasaram o uso do radar terrestre foram definitivamente superados e a torre de controle pode fazer uso desse instrumento; mais tarde, um radar de solofoi instalado também nos aeroportos de Turim e Bérgamo, algo já planejado há algum tempo.

### Novos procedimentos em baixa visibilidade
Após o desastre, muitas lacunas regulatórias também foram preenchidas no campo da aviação civil: em 30 de junho de 2003, a Autoridade Nacional de Aviação Civil produziu um regulamento chamado Operações no espaço aéreo nacional. Este regulamento foi implementado pela ENAV e traduzido em 25 de novembro de 2004 em um documento intitulado "Disposições operacionais permanentes para procedimentos de baixa visibilidade".
Estas disposições constituem o código de referência para os pilotos e controladores de tráfego aéreo na Itália sempre que a "visibilidade geral for inferior a 800 metros ou o alcance visual da pista (Range Visual Range - RVR) for menor que 550 metros".

### Curso de LVP no ENAV
Em 5 de janeiro de 2005, a ENAV lançou o primeiro Curso LVP (Procedimentos de Baixa Visibilidade) para seus próprios controladores de voo; as regras LVP incluem uma série de definições e prescrições para os controladores que realizam "operações no espaço aéreo nacional".

## Comitê "8 de outubro a não ser esquecido"
Em 17 de novembro de 2001, o "Comitê 8 de outubro a não ser esquecido" foi oficialmente estabelecido em Milão, uma associação (e mais tarde também uma fundação) que une todas as famílias das pessoas que perderam a vida naquele dia. O comitê, a voz e expressão de todas as famílias, organiza, coordena e patrocina inúmeras atividades "para não esquecer" o que aconteceu naquele dia e para conscientizar o público sobre a questão da segurança aérea, por meio de conferências e publicações. Em 18 de dezembro de 2006, o "Linate 8 ottobre 2001: la strage" com o ator Giulio Cavalli, estreou no Teatro Piccolo de Milão pelo comitê (e muitos municípios que tiveram vítimas entre seus cidadãos). Graças também ao trabalho do comitê, vários municípios italianos nomearam uma praça ou avenida em memória das vítimas.
Em 23 de fevereiro de 2002, também na Escandinávia, foi formado um comitê "para não esquecer", que une as famílias das vítimas escandinavas que estavam viajando no voo da SAS: o nome da associação é "Skandinavisk förening för SK686, 8 oktober 2001".
O desastre também atingiu a comunidade sueca de kart muito a sério, pois havia alguns de seus pilotos mais promissores no avião, retornando de um evento em Lonato. Após o desastre, o clube nacional de esportes motorizados iniciou iniciativas de arrecadação de fundos junto com alguns parentes das vítimas. A fundação estabelecida concede financiamentos anuais aos jovens promissores pilotos de kart da Suécia.

## Bosque de faias
Em 24 de março de 2002, no Parque Forlanini, em frente ao aeroporto, foi inaugurado o Bosco dei Faggi, composto por 118 pequenas faias de diferentes variedades, para lembrar o número de vítimas do acidente, uma árvore para cada vítima.
No dia do primeiro aniversário do desastre, na presença da então prefeita de Milão Gabriele Albertini, foi realizada a obra intitulada Infinite Pain, uma escultura feita pelo artista sueco Christer Bording e doada pelo SAS às famílias das vítimas. colocado no meio das árvores. "A Dor Infinita", com 230 cm de altura, é composta por três blocos de granito de cores diferentes, colocados sobre uma base de pedra clara e encostados um ao outro no seu vértice superior. Os blocos de granito marrom, vermelho e preto foram extraídos das pedreiras do sul da Suécia. A escultura tem o lado interno de cada um dos três blocos perfeitamente polido e com os outros três lados deixados inacabados; no lado interno brilhante, cada bloco tem uma superfície côncava.
A escultura nasce de uma antiga tradição escandinava que remonta a pelo menos 500 a.C.: é neste período que remontam os Bautastenar ("pedras bauta"), monólitos que foram erguidos para permitir que as gerações subsequentes lembrem lugares de grande importância, em comemoração de eventos de grande importância ou para honrar os mortos. Montados em números variáveis e na posição vertical, os Bautastenar não possuem inscrições.
Infinite Pain foi o primeiro Bautastenar criado pelo artista Christer Bording, e o primeiro a ser exibido em um local público em um país não escandinavo. Ao redor da escultura, arranjada como se lembrasse das filas de assentos de um avião, há tiras de pedra gravadas com os nomes das 118 vítimas.

## Vítimas
| Nacionalidade | SAS 686     | SAS 686     | Cessna      | Cessna      | Terra | Total |
| Nacionalidade | Passageiros | Tripulantes | Passageiros | Tripulantes | Terra | Total |
| ------------- | ----------- | ----------- | ----------- | ----------- | ----- | ----- |
| Dinamarca     | 16          | 3           | —           | —           | —     | 19    |
| Finlândia     | 6           | –           | —           | —           | —     | 6     |
| Alemanha      | —           | —           | —           | 2           | —     | 2     |
| Itália        | 58          | —           | 2           | —           | 4     | 64    |
| Noruega       | 3           | —           | —           | —           | —     | 3     |
| Roménia       | 1           | —           | —           | —           | —     | 1     |
| África do Sul | 1           | —           | —           | —           | —     | 1     |
| Suécia        | 17          | 3           | —           | —           | —     | 20    |
| Reino Unido   | 2           | —           | —           | —           | —     | 2     |
| Total         | 104         | 6           | 2           | 2           | 4     | 118   |

Entre as vítimas contam-se pessoas de nove nacionalidades diferentes. A maioria das vítimas era italiana. Um passageiro determinado pela SAS como bretão tinha nacionalidades britânica e estadunidense.
Quatro memoriais foram construídos em honra das vítimas da SAS. Em 12 de outubro de 2001 celebraram-se três cerimônias separadamente, uma em Dinamarca, uma em Noruega, e uma em Suécia. Em 13 de outubro de 2001 efetuou-se uma quarta cerimônia na Itália.
| - Agnetta Girolamo - Agosti Simone - Alcamo Leonardo - Andersen Hans Peter - Andersen Lise Lotte - Andersson Håkan - Bertacchini Giuseppe - Bettoni Gian Bortolo - Blasi Romano - Boman Per Ola - Cairo Renato - Caironi Cristina - Calgaro Tino - Cameroni Natale - Campanini Andrea - Candiani Luca - Cantù Marco - Caputo Gianpiero - Carlin Sandro - Casadei Caterina - Count Andrea - Alberto Ramusino Cotta - Danielsen Eiler - De Vivo Luigi | - Dosmo Renato - During Simone - Eriksson Gunilla - Eriksson Pär - Essebro Robert - Falch Heidi - Felthaus Arly - Felthaus Inger Marie - Fogliani Laura - Fontana Michele - Forsman Christer - Forsman Robin - Luca Fossati - Frigerio Franco - Fristedt Gunilla - Gambetta Mauro - Garde Mette Friboe - Gatti Roberto - Gaucan Gabriela - Ghiglino Luigi - Gioacchini Riccardo - Giumelli Valentina - Grynfeld Helena - Gustafsson Joakim | - Heggelund Espen - Honkaranta Tarmo - Hyllander Anders - Iversen Asger Lund - Iversen Thyge Lund - Iversen Ulla Helga - Jakobsson Olaf - Jäsperi Arja - Jörback Håkan - Karjaluoto Alexander - Karjaluoto Jan - Karlsson Bert Arne - Karlsson Daniel - King Jessica - Königsmann Horst - Kristensen Pia - Kristensen Poul Lund - Kruger Eric - Kruger Michael - Laffranchi Andrea - Schytt Larsen Steen - Larsson Kurt Åke - Lassen Finn - Lassen Mads | - Lazzarini Attilio - Lindgren Tobias - Fabio Mangiagalli - Martello Matteo - Mastromauro Roberto - Mattsson Anitta - Mecklin Anu - Micallef Natalie - Mogensen Lars - Moroni Marco - Moscatello Francesco - Motta Luigi - Mussida Luigi - Nielsen Jens - Olesen Marianne - Olsen Anja Schlichter - Oppizzi Alberto - Penttinen Janne Samuli - Pesapane Maurizio - Petterson Ola - Pettinaroli Lorenzo - Picciriello Agostino - Piemonti Orazio - Polastri Luca | - Poli Riccardo - Prandi Massimo - Predaroli Filippo - Proserpio Alberto - Romanello Stefano - Romanini Primo - Rossello Osvaldo - Rossi Mario - Rota Clara - Rota Giovanni - Rota Michele - Salati Peppino - Sanna Antonella - Savio Giancarlo - Angel Scaburri - Schneider Martin - Strömme Jan Marc - Tavecchia Barbara - Vanelli Viviana - Carlo Venturini - Vergani Mauro - Vindahl Lund Vibeke - Zanoli Simone |

## Na mídia
O desastre aéreo de Linate foi analisado e reconstituído no episódio "O Avião Invisível" (no Brasil) / "Uma Tragédia Italiana" (em Portugal) da décima primeira temporada do documentário Mayday, transmitido pelo National Geographic Channel.

### Scandinavian Airlines
- Recordando o voo SK 686 da Scandinavian Airlines (1)
- Recordando o voo SK 686 da Scandinavian Airlines (2)
- Manifesto de voo do acidentado SK 686 na rota Milão – Copenhague (3)
- Informação sobre o acidente do voo SK 686 Milão – Copenhague (4)
- Lista de passageiros e tripulantes do voo SK686 da Scandinavian Airlines (5)
- Conferência de imprensa a respeito do voo SK 686 (6)
- Informação sobre o acidente do voo SK 686 Milão – Copenhague (7)
- SK686 Atualização: Distribuição por nacionalidade (8)
- Memorial aos mortos em Milão (9)

### Outros
- Comité e fundação 8 de outubro de 2001 (Inglês)
  - Lista de passageiros
- «Descrição do acidente» (em inglês). Aviation Safety Network (aviation-safety.net)
- «Descrição do acidente» (em inglês). Aviation Safety Network (aviation-safety.net)
- Jogando a vista atrás em Linate